# Österreichisches Verkehrsbüro
Die Österreichisches Verkehrsbüro Aktiengesellschaft ist der größte und älteste österreichische Tourismuskonzern. Die Unternehmenszentrale befindet sich im 2. Wiener Gemeindebezirk Leopoldstadt.

## Geschichte

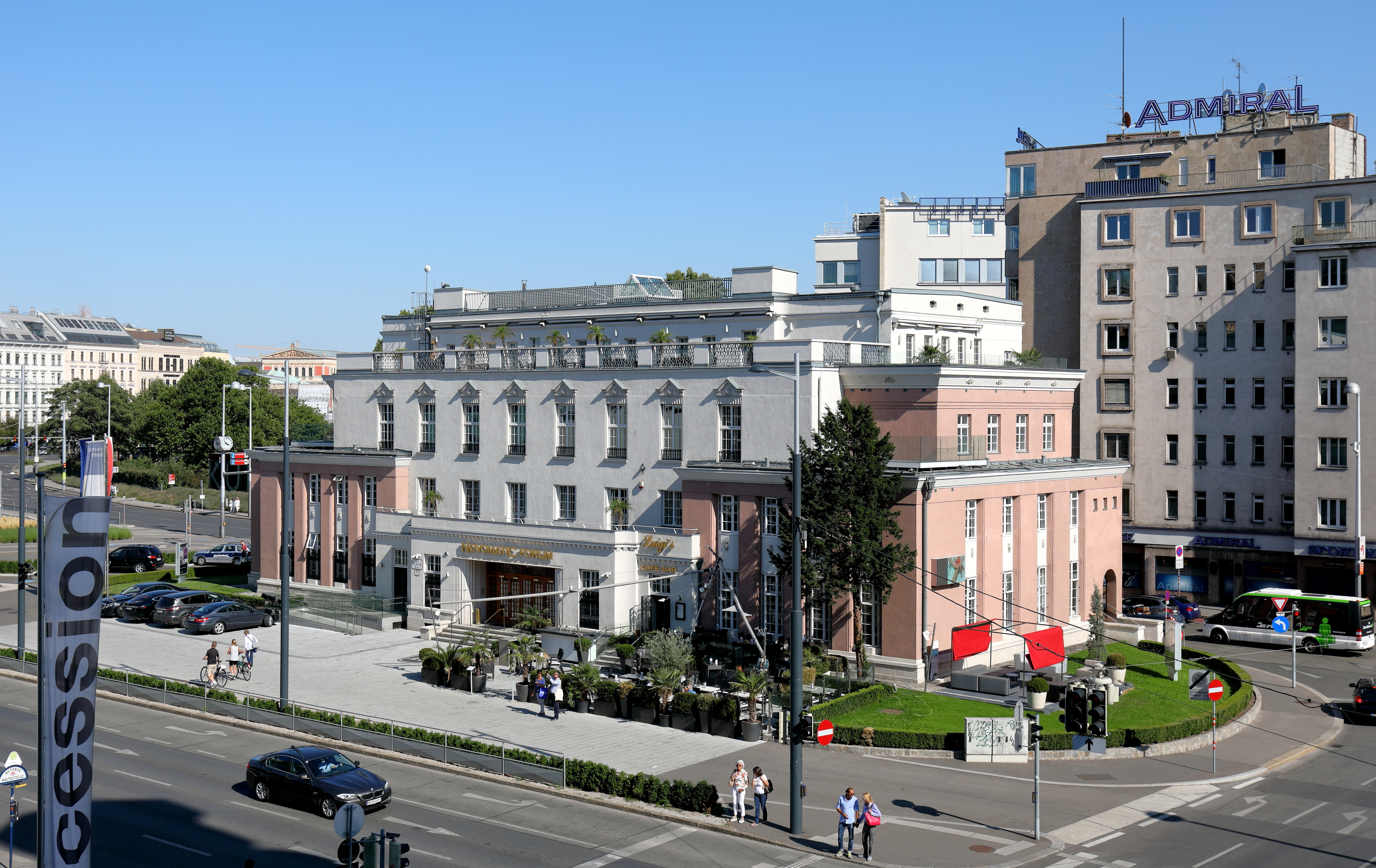
Ehemalige Zentrale in der Nähe des Karlsplatzes, seit 2021 Kleines Haus der Kunst

Das Österreichische Verkehrsbüro wurde 1917 als staatliche Organisation in Wien gegründet und war zunächst mit der Entwicklung eines Fahrscheinsystems für die Österreichischen Staatsbahnen betraut. 1921 wurden bereits 3,7 Mio. Fahrkarten abgerechnet und mit dem Verkauf von Reisegepäcksversicherungen begonnen. Zusätzlich wurden Geldwechsel, Reiseschecks und Reiseliteratur angeboten. Der Reingewinn kam der österreichischen Fremdenverkehrsförderung zugute. 1922 wurde die Geschäftstätigkeit auf die Vermittlung von Hotelzimmern ausgeweitet.
Das Verkehrsbüro schloss Vertretungsverträge mit allen großen Schifffahrtsgesellschaften Europas ab und begann mit dem Verkauf von Flugtickets. Es war die erste Gesellschaft, die Zwischenlandungen in Wien durchführte, und eine „Österreichische Reisezeitung“ produzierte. Gemeinsam mit der Österreichischen Post wurde regulärer Autobuslinienbetrieb im Salzkammergut und im Gasteinertal eingeführt, und erstmals wurden Gesellschaftsreisen organisiert. Obwohl das Jahr 1923 für die österreichische Wirtschaft schwierig war, konnte das Verkehrsbüro sein Zentralgebäude gegenüber der Secession am 30. August fertigstellen. Mehrere Hotels sowie die Linienschifffahrt am Wolfgangsee wurden aufgekauft, und das Kongressgeschäft, Sonderfahrten mit gecharterten Fahrzeugen und spezielle Arrangements wurden ins Sortiment aufgenommen.
Als die Weltwirtschaftskrise im Jahr 1930 auch in Österreich immer größere Auswirkungen erreichte, endeten jedoch vorerst die erfolgreichen Jahre des Verkehrsbüros. Das Deutsche Reich verhängte die „Tausend-Mark-Sperre“ um die österreichische Wirtschaft, die bereits damals stark vom Tourismus abhängig war, deutlich zu schwächen. Mit dem Anschluss Österreichs an das Deutsche Reich 1938 wurde das Verkehrsbüro liquidiert und dem „Mitteleuropäischen Reisebüro“ angegliedert.
Wenige Monate nach Ende der Kampfhandlungen des Zweiten Weltkrieges wurde das Verkehrsbüro neugegründet. Es hatte wesentlichen Anteil an der Gründung der „Österreichischen Luftverkehrs-AG“, welche die erste heimische Linienfluggesellschaft war. Angeboten wurden nun auch Gruppenreisen nach China, Indien und Japan.
1955 wurden die BIB-Programme („Billig, Ideal, Bequem“) gestartet, im selben Jahr wurden 70 Prozent der Umsätze mit dem Verkauf von Eisenbahnfahrscheinen gemacht.
Anfang der 1980er Jahre kam es im Zuge einer Wirtschaftskrise, die hohe Verluste zu Tage brachte, nach einem straff durchgeführten Sanierungsplan zur Privatisierung des Unternehmens, wodurch das weitere Fortbestehen des Verkehrsbüros gesichert werden konnte. Alle öffentlich-rechtlichen Angelegenheiten (insbesondere die Verwaltung der geschützten Marke „Österreich“) wurden endgültig in die schon 1954 als Österreichische Fremdenverkehrswerbung gegründete Österreich Werbung umgelagert.
Das Unternehmen betrieb eine expansive und innovative Unternehmenspolitik und brachte es somit an seine heutige Position als Marktführer in Österreich und international agierendes Tourismusunternehmen.
Ende der 1990er Jahre avancierte die Verkehrsbüro Group zum touristischen Vollanbieter, was durch zahlreiche Übernahmen von verschiedenartigen Tourismusunternehmen (Hotel- und Gastronomiebetriebe, Busunternehmen, Campingplätze etc.) erreicht werden konnte.
1995 wurde zu 50 % die DDSG Blue Danube Donau-Personenschifffahrtsgesellschaft übernommen.
2005 wurde das rund 400 Mitarbeiter und 182,4 Mio. Euro Umsatz schwere österreichweit tätige Reisebüro Ruefa Reisen übernommen. Dieses wurde 1947 gegründet und befand sich seit dem Jahr 2000 im Besitz der Bayerischen Landesbank.
Im Juni 2007 kaufte der Glücksspielkonzern Novomatic die ehemalige Verkehrsbüro-Zentrale am Wiener Karlsplatz. Nach einer Renovierung wurde das Gebäude 2009 als Kulturhaus eröffnet. Die Konzernzentrale des Verkehrsbüros befindet sich seit 2012 im 2. Bezirk.

## Unternehmensdaten
Eigentümer des Österreichischen Verkehrsbüros sind die Versicherung Vienna Insurance Group AG (36,58 %), die AVZ-Holding drei GmbH (60,98 %) und die Toth Privatstiftung (2,44 %).
Das Unternehmen ist in die Geschäftsbereiche Leisure Touristik, Business Touristik und Hotellerie gegliedert. Die Kulinarik-Sparte wurde mit Ende 2007 verkauft.
Im Geschäftsjahr 2018 verbuchte die Verkehrsbüro Group einen Konzernumsatz von insgesamt 1,02 Mrd. Euro und damit einen Zuwachs von 19 Prozent im Vergleich zum Vorjahr. Das Konzernergebnis vor Steuern betrug 22,26 Mio. Euro und stieg somit um 11,9 Prozent. Die Eigenkapitalquote betrug 2018 23,7 Prozent.
Mit einem aktiven Portfolio von 25 Austria Trend Hotels & Resorts mit einer Kapazität von über 9.000 Betten, 1 Suite im Schloss Schönbrunn sowie 3 Campingplätzen und 2 Herbergen betreibt die Verkehrsbüro Group die größte Hotelgruppe in Österreich. In Mittel- und Osteuropa ist der Konzern mit dem Austria Trend Hotel Ljubljana präsent. Im Segment Low-Budget-Design-Hotels ist die Verkehrsbüro Group in Österreich mit der Marke Motel One im Joint Venture mit der deutschen Motel One AG vertreten. 2020 startete der Konzern mit seiner neuen Hotelmarke Bassena Hotels im März 2020 wurde das erste Hotel unter der neuen Marke, das Hotel Bassena Wien Messe Prater eröffnet.
Im Bereich Leisure Touristik tritt der Konzern mit einem Filialnetz von über 100 Standorten und einem Marktanteil von mehr als 24 Prozent auf. Ab 2009 fand die Umstellung auf eine Einmarkenstrategie mit Fokus auf „Ruefa“ statt, die Mitte 2010 abgeschlossen wurden. Weiters zählen die Eurotours International als größte Incoming-Agentur Zentraleuropas sowie touristische Beteiligungen in Österreich und in der Slowakei, Tschechien, Polen, Rumänien und Ungarn zum Konzern.
Der Bereich Geschäftsreisen ist ein weiterer wichtiger Teil des Konzerns. Es existieren acht Standorte in Wien, Linz, Salzburg, Graz, Bregenz und Klagenfurt. Das Kongressmanagement wird unter der Marke Austropa Interconvention geführt.
2011 übernahm der Konzern die Palais Event Veranstaltungen GmbH und mit ihr das traditionsreiche Café Central sowie einige traditionelle Eventlocations wie das  Palais Ferstel, Palais Daun-Kinsky und die Wiener Börsensäle.